# Farchor
Farchor (tadż. Фархoр, nazwa historyczna: Parchar) – osiedle typu miejskiego w Tadżykistanie (wilajet chatloński); 22 400 mieszkańców (2006). Ośrodek przemysłowy.